# پیمان‌نامه زبان نوردیک
پیمان‌نامه زبان نوردیک یک معاهده حقوق زبانی است که در ۱ مارس ۱۹۸۷ در شورای نوردیک تصویب شد. طبق پیمان‌نامه، شهروندان کشورهای نوردیک حق دارند از زبان‌های مادری‌شان در ارتباط به مقامات رسمی دیگر کشورهای نوردیک استفاده کنند بدون اینکه نیاز به ترجمه هم‌زمان یا ترجمه عادی داشته باشند. زبان‌هایی که شامل این قانون می‌شوند، زبان سوئدی، زبان دانمارکی، زبان نروژی، زبان فنلاندی و زبان ایسلندی هستند.
این پیمان‌نامه شامل زبان‌های اقلیت مانند زبان فارویی، زبان رومانی و زبان‌های سامی و زبان‌های مهاجران نمی‌شود.